# Tuolbačan
Il Tuolbačan (in russo Туолбачан?) è un fiume della Russia siberiana orientale, affluente di destra della Lena. Scorre nell'Olëkminskij ulus della Sacha (Jacuzia).

## Descrizione
Il fiume ha origine in una foresta di larici e betulle chiamata Ikkis-Bilir, scorre attraverso una taiga di larici in un arco, prima a ovest, poi a nord e nord-est, nel tratto inferiore lungo una gola con sponde scoscese. Sfocia nella Lena ad una distanza di 1 954 chilometri dalla sua foce, di fronte all'insediamento di Chatyng-Tumul ad un'altitudine di circa 112 metri sul livello del mare. Lungo il fiume non ci sono altri villaggi.
La lunghezza del fiume è di 181 km, l'area del suo bacino è di 3 920 km². La sua larghezza all'estuario è di 45 metri, la profondità è di 0,8 m. Il suo maggiore affluente (da Sinistra) è il Tuorčany, lungo 105 km. 

## Fauna
Le specie predominanti di ittiofauna nelle acque del fiume, oltre ai lucci, appartengono al genere Coregonus e alla famiglia Salmonidae. 